# HBE T 1
Der Triebwagen HBE T 1 war ein Triebwagen der Halberstadt-Blankenburger Eisenbahn. Er wurde für den Betrieb auf dem Netz der Gesellschaft beschafft, um gegenüber Dampfzügen mit geringer Auslastung die Kosten zu senken und gegenüber dem Autobusverkehr ein konkurrenzfähiges Verkehrsmittel auf der Schiene anzubieten. Das Fahrzeug wurde werbewirksam mit einer Leichtmetallkarosserie aus Aluminium-Magnesium-Legierung hergestellt. Der Triebwagen wurde 1949 von der Deutschen Reichsbahn als VT 133 504 übernommen.

## Geschichte

### HBE T 1
Mitte der 1920er Jahre suchte die Halberstadt-Blankenburger Eisenbahn HBE nach Möglichkeiten, ihren Schienenverkehr bei gering ausgelasteten Dampfzügen zu rationalisieren. Seitens des Vorstandes sollte bei diesen Beförderungsmöglichkeiten eine Einsparung von 35 % zu erreichen sein. Nachdem die Gesellschaft 1924 Versuche mit einem Benzoltriebwagen von DWK unternahm und dabei die benannten Einsparungen erreichen konnte,  beschaffte die HBE für die verkehrsschwachen Zeiten in Zusammenarbeit mit der Waggonfabrik Uerdingen ein Fahrzeug, das als einer der ersten Schienenbusse bezeichnet werden kann.
Aufgrund seines Hydronalium-Wagenkastens, der ohne farbliche Lackierung ausgeliefert wurde, erhielt der Wagen im Betriebsdienst bald den Spitznamen Silbervogel. Das Publikumsinteresse für dieses neuartige Fahrzeug muss enorm gewesen sein; auf Grund einer undichten Kraftstoffleitung brannte das Fahrzeug allerdings ein Jahr nach seiner Indienststellung ab. Daraufhin wurde es wieder instand gesetzt. Das Fahrzeug wurde auch auf den Steilstrecken der Rübelandbahn mit 60 o/oo eingesetzt.

### VT 133 504
Ab 1950 wurde das Fahrzeug von der Deutschen Reichsbahn übernommen und als VT 133 504 bezeichnet. Da es keinerlei Zug- und Stoßeinrichtung besaß, wurde es in die Reihe VT 133 eingereiht. Es war noch 15 Jahre im Dienst, wobei es als auffälligsten Unterschied zur Vorkriegszeit einen Triebwagenanstrich in rot-beige erhalten hatte. Einsatzstellen waren Blankenburg und Jerichow (von 1955 bis 1959). Ausgemustert und verschrottet wurde das Fahrzeug 1966 in Kirchmöser.

## Konstruktive Merkmale
Das Fahrzeug kann als einer der ersten Schienenbusse mit eigenständiger Konstruktion bezeichnet werden, denn die nach denselben Konstruktionsprinzipien entworfenen Tatra-Turmtriebwagen entstanden ein Jahr später. Die Wismarer Schienenbusse und die anderen Leichtbaufahrzeuge entstanden erst nach 1930. Es besaß keine Zug- und Stoßeinrichtung, sondern war nur mit einer einfachen Trichterkupplung ausgerüstet.
Der Wagenkasten, der aus einer hochfesten Aluminium-Magnesium-Legierung entstanden war, wog nur 9,7 t. Aus der technischen Beschreibung geht heraus, dass aus Stahl lediglich das Laufwerk mit den Deichselgestellen, die Federung und die Maschinenanlage mit dem Motortragrahmen bestand. Es war damals kein Vergleichsfahrzeug bekannt, dass mit herkömmlichen Fertigungsverfahren hergestellt wurde. Somit ist er ein Vorläufer der Leichtbauweise. Die Fertigungskosten müssen auf Grund damals noch nicht entwickelter Fertigungsverfahren enorm gewesen sein; bei den Hydronalium-Triebwagen zehn Jahre später waren sie beträchtlich höher als bei den herkömmlichen, in Leichtbauweise hergestellten Fahrzeugen; die Dienstmasse war dagegen 6.000 kg leichter. Die Karosserie wurde in der Selbsttragenden Bauweise hergestellt und bestand aus den Baugruppen Querträger mit Versteifungen, Kastengerippe und Leichtmetallbeblechung. Dabei wurden zur Erzielung einer möglichst hohen Scherfestigkeit Niete mit einem Durchmesser von zwölf Millimeter verwendet. Bei einer gründlichen Untersuchung 1938 wurden an der tragenden Konstruktion des Wagenkastens keine Bruch- oder Korrosionsschäden festgestellt, es waren keine Nietverbindungen gebrochen, die einzigen Ausbesserungen am Wagenkasten waren durch Beseitigung von Unfallschäden hervorgerufen.
Über die Antriebsanlage gibt es widersprüchliche und unvollständige Angaben. So soll nach dem Datenblatt das Fahrzeug eine Zweimaschinenanlage mit der Achsfolge AA besessen haben. Gegen diese Aussage spricht die geringe Leistung von 90 PS. In Ursprungsausführung sollte der Triebwagen einen Benzinmotor von Büssing, nach dem Umbau mit einer Anlage von Deutz betrieben worden sein. Auch diese Angaben stimmen nicht mit den Angaben in der Verkehrstechnik überein, wo der Triebwagen ein Jahr nach seiner Indienststellung als Antriebsmaschine einen Dieselmotor MAN W 6V 11/18 besessen hat. Bei seiner ersten großen Untersuchung wurde von einem kürzlich vorgenommenen Austausch des Dieselmotors gesprochen. Gleichzeitig hatte man zu der Zeit noch von einem Ersatzmotor derselben Type gesprochen.
Die Kraftübertragung geschah durch ein mechanisch schaltbares Wechselgetriebe der Bauart SLM Winterthur in vier Gängen. Die Geschwindigkeitswechselräderpaare waren bei diesem Getriebe ständig im Eingriff, die Kraftübertragung wurde durch Reibungsscheiben, die mit Öldruck gegen die Abgangsräder gedrückt wurden, geschaltet. Die Verstellung der Ölverteilung wurde durch Verstellen eines Ölverteilungshahnes vom Führerstand aus durchgeführt. Dadurch wurde für dieses Getriebe keine Hauptkupplung benötigt. Von dem Getriebe, dem auch ein Wendegetriebe nachgeschaltet wurde, wurden beide Achsen mittels Gelenkwellen angetrieben. Der Dieselmotor ragte in den Fahrgastraum hinein, an der Stelle wurde keine Bestuhlung hingesetzt, der Abort befand sich unmittelbar neben dem Motorraum.
Für das Laufwerk waren Lenkachsen mit Deichselgestellagerung gewählt worden. Statt Räder üblicher Bauart wurden solche mit Stahlblechscheiben verschraubter Radreifen geringer Stärke verwendet. An den Stahlblechscheiben war eine Bremstrommel für eine Innenbackenbremse montiert, diese Bremse wurde von Hand betätigt. Diese Auswahl erwies sich später als Schwachstelle, 1938 wurde festgestellt, dass die Räder zu leicht konstruiert worden waren. Der größte Mangel war das Fehlen einer Druckluftanlage.
Entgegen anderen Informationen, der Triebwagen hätte keine Lackierung besessen, wurde in der Verkehrstechnik eine Lackierung erwähnt, und zwar eine auf der Basis von Nitrozelluloselack. Der Anstrich war unempfindlich gegen Öl und Betriebsstoffe, war aber äußerst empfindlich gegen mechanische Beanspruchungen.